# Altlandsberg
Altlandsberg é um município da Alemanha, situado no distrito de Märkisch-Oderland, no estado de Brandemburgo. Tem 106,6 km² de área, e sua população em 2019 foi estimada em 9.526 habitantes.